# Jun Amano
Jun Amano (天野 純 Amano Jun?), född 19 juli 1991, är en japansk fotbollsspelare.
Jun Amano har spelat 1 landskamp för det japanska landslaget.